# انچنچ
انچنچ (به مجاری: Encsencs) یک منطقهٔ مسکونی در مجارستان است که در ناحیه نییرباتور واقع شده‌است. انچنچ ۳۱٫۹۱ کیلومتر مربع مساحت و ۱٬۹۵۸ نفر جمعیت دارد.